# سرو پوتوسی
سرو پوتوسی (به اسپانیایی: Cerro El Potosí) یک کوه در مکزیک است که در نوئوو لئون واقع شده‌است. سرو پوتوسی ۳٬۷۲۱ متر بالاتر از سطح دریا واقع شده‌است.